# Mike Oxley
Michael Garver Mike Oxley (Findlay, Ohio, 11 de febrero de 1944-McLean, Virginia, 1 de enero de 2016) fue un político estadounidense del Partido Republicano que ejerció como representante del 4.º distrito congresional del estado de Ohio entre 1981 y 2007.

## Biografía
Oxley nació en 1944 en Findlay, Ohio. Obtuvo el grado de Bachelor of Arts por la Universidad Miami en 1966 y se licenció en Derecho por la Universidad Estatal de Ohio en 1969.
De 1969 a 1972, trabajó para la Oficina Federal de Investigación (FBI) y se convirtió en miembro activo del Partido Republicano de Ohio. Se desempeñó en la Cámara de Representantes de Ohio entre 1973 y 1981.
Oxley comenzó a ejercer el cargo de representante de los Estados Unidos en junio de 1981 en el 97.º Congreso de los Estados Unidos. Fue presidente del Comité de la Cámara de Servicios Financieros entre 2001 y 2007, y promotor de la Ley Sarbanes-Oxley con el fin de monitorear a las empresas que cotizan en bolsa de valores. Oxley anunció su retiro del Congreso el 1 de noviembre de 2005, y se hizo efectivo al final de su mandato en 2007.
Falleció de cáncer de pulmón el 1 de enero de 2016.